# ГЕС Sam Rayburn
ГЕС Sam Rayburn — гідроелектростанція у штаті Техас (Сполучені Штати Америки). Використовує ресурс із річки Анджеліна, правої притоки Нечес, яка в свою чергу є правим допливом річки Сабін (впадає до Мексиканської затоки за сотню кілометрів на схід від Х'юстона).
У межах проекту річку перекрили земляною греблею висотою від тальвегу 34 метри (від підошви фундаменту — 40 метрів) та завдовжки 3780 метрів, яка потребувала 4,6 млн м3 матеріалу. Вона утримує водосховище з площею поверхні 455,6 км2 (у випадку повені до 622,4 км2) та об'ємом 3,55 млрд м3 (у випадку повені до 5,48 млрд м3).
Пригреблевий машинний зал обладнали двома турбінами типу Каплан потужністю по 30,8 МВт (загальна номінальна потужність станції рахується як 52 МВт), котрі працюють при напорі від 16 до 27 метрів (номінальний напір 21 метр) та повинні забезпечувати виробництво 118 млн кВт-год електроенергії на рік.